# Glatigny (Manche)
Pour les articles homonymes, voir Glatigny.
Glatigny est une ancienne commune française du département de la Manche et de la région Normandie, peuplée de 141 habitants, devenue le 1er janvier 2016 une commune déléguée au sein de la commune nouvelle de La Haye.

## Géographie

### Localisation
Les communes limitrophes sont Surville, Bretteville-sur-Ay et Montgardon.

## Toponymie
Le nom de la localité est attesté sous les formes latinisées Glatigneio vers 1170, de Glatinneio fin XIIe siècle, de Glategnio en 1217 et Glategneyum sans date.
Il s'agit d'un toponyme formé avec le suffixe gallo-roman -(I)ACU ou -IN-IACU, autrement noté -(i)-acum. Le premier élément est généralement expliqué par un anthroponyme par les spécialistes. Ce type toponymique est extrêmement répandu dans le nord de la France (par exemple, on compte près de 40 lieux portant ce nom en Normandie. On note aussi des variantes comme Glatiney (Eure), Glatigné (Mayenne), jusqu'au sud ouest comme en témoigne Glatignat (Haute-Vienne), etc.). La forme initiale de ce type toponymique devait être *GLATTINIACU.
Xavier Delamarre citant François Falc'hun envisage une explication par le gaulois *Glasso-tanno, chêne vert (cf. vieux cornique glastannen). On retrouve une explication analogue chez Albert Dauzat et Charles Rostaing qui envisagent un nom de personne gaulois Glastinus sur *glas-to « vert » aussi suivi du suffixe (-i)-acum.
François de Beaurepaire propose un composé de ce même suffixe (-i)-acum, précédé du nom de personne germanique *Glattinus, hypocoristique de l'anthroponyme *Glatto, postulé par le nom de personne germanique dérivé Glatoldus, cité par Marie-Thérèse Morlet et le toponyme Glatens, suivi du suffixe germanique -ing(-os). En outre, certains noms en (-i)-acum sont basés sur un anthroponyme germanique, surtout dans le domaine de la langue d'oïl, ainsi trouve-t-on Botto / Bottinus dans Boutigny, Brekko / Brekkinus dans Brécquigny ou Iso / Isinus dans Isigny.
Les explications de X. Delamarre et A. Dauzat, phonétiquement possibles, se heurtent à une double difficulté : l'absence d'attestation d’un [s] (c'est-à-dire *Glasteniacum). En effet, aucune des formes anciennes pour les différents Glatigny ne témoigne de la présence de cette consonne. En outre, les formations de ce type sont plutôt typiques du domaine d'oïl, ainsi, la signification d'« endroit où poussent des chênes verts » ne correspond pas à la zone de diffusion de cette essence qui ne croît (croissait) pas au-delà du sud de la région parisienne.
L'argumentation de F. de Beaurepaire n'est guère plus solide : il est peu probable qu'un anthroponyme germanique, non attesté, ne se retrouve qu'en composition avec le suffixe (-i)-acum dans un type toponymique par ailleurs fréquent.
Par contre, Michel Roblin y a vu un ancien radical *glat(t)- « collant », dont on peut retrouver de nombreux dérivés attestés dans l'aire d'extension du toponyme Glatigny et ses variantes : ainsi, une terre compacte est dite glatte ou glette en Indre-et-Loire et dans le sud-est de l'Orne; dans une zone plus large encore, ce terme ou l'une de ses variantes (glat, glarde…) désigne une « terre durcie », une « terre collante ». La forme glette est aussi attestée dans l'Eure en tant que substantif pour désigner une substance cartilagineuse, gluante et grasse, semblable à de la gélatine. Plus au sud (Vendée, Vienne, Centre), le terme glas, glat (féminin glatte) prend le sens de « (pain) non levé, compact »,.
Michel Roblin propose donc pour *GLATTINIACU, un « lieu caractérisé par une terre collante ou durcie ». La racine *glatt- remonterait au bas-latin *glatidus (d'où le gallo-roman *GLATTU), dérivé du substantif glatia « glaise »,.

## Histoire

### Moyen Âge
Au XIIe siècle, la paroisse relevait de l'honneur de La Haye.
Robert des Moutiers et Guillaume de Glatigny (fl. XIIe siècle) qui se partageaient l'église en donnèrent le patronage à l'abbaye de Lessay,

### Temps modernes
En 1567, les enfants mineurs de Jacques de Glatigny, écuyer, sieur du lieu, sont taxés pour ce fief de 12 livres dans le rôle des nobles et roturiers, au titre du ban et de l'arrière ban de la vicomté de Coutances, réalisé par Gilles Dancel, seigneur d'Audouville, lieutenant général du bailli de Cotentin, tenu à Coutances les 20-22 octobre. Le fief de Glatigny, un plein fief de haubert, relevait de la  baronnie et vicomté de Saint-Sauveur-le-Vicomte.
En 1660, Glatigny était l'une des onze églises du « Colloque du Cotentin », réunion des sites huguenots. Les Meslin, seigneurs de Glatigny avaient établi le culte protestant dans la chapelle de leur manoir. Louis Meslin (1640-1699), seigneur de Glatigny fidèle huguenot, vit, à la révocation de l'édit de Nantes, quatre de ses enfants lui être enlevés et placés en couvent. Son fils, Jean-Louis (° 1673) émigra à Jersey en 1699 et ses biens furent saisis.
En 1784, c'est le marquis de Campigny qui était seigneur de Glatigny.

### Époque contemporaine
En mars 1872, le maire du village fut condamné en correctionnel à Coutances pour avoir bourré les urnes aux élections d'octobre 1871.
Le village est libéré le 5 juillet 1944.

## Politique et administration
| Période | Période   | Identité                 | Étiquette | Qualité                         |
| --- | --------- | ------------------------ | --------- | ------------------------------- |
| 1790 | 1792      | Jean Michel Houellebecq  |           |                                 |
| 1792 | 1793      | François Aubert          |           |                                 |
| …1794 | 1794…     | Robert Ernouf            |           |                                 |
| 1796 | 1797      | François Aubert          |           |                                 |
| 1797 | 1797      | Jean Lemarquand          |           |                                 |
| 1797 | 1800      | Jean Ernouf              |           |                                 |
| 1800 | 1808      | Pierre Picquenot         |           |                                 |
| 1808 | 1816      | Pierre Picquenot, fils   |           |                                 |
| 1816 | 1830      | Jean Lemarquand          |           |                                 |
| 1830 | 1835      | Jean Michel Lesage       |           |                                 |
| 1835 | 1840      | Pierre Picquenot         |           |                                 |
| 1840 | 1855      | Jean Holley              |           |                                 |
| 1855 | 1863      | Pierre Alexandre Lelarge |           |                                 |
| 1863 | 1869      | Pierre Lelarge           |           |                                 |
| 1869 | 1875      | Henri Butel              |           |                                 |
| 1875 | 1893      | Pierre Roptin            |           |                                 |
| 1893 | 1907      | Eugène Lemarquand        |           |                                 |
| 1907 | 1911      | Anthime Luce             |           |                                 |
| 1911 | 1923      | Julien Ridey             |           |                                 |
| 1923 | 1929      | Pierre Butel             |           |                                 |
| 1929 | 1971      | Pierre Leseigneur        |           |                                 |
| 1971 | 1977      | Maurice Tinette          |           |                                 |
| 1977 | 1995      | Maurice Leseigneur       |           |                                 |
| juin 1995 | mars 2001 | Daniel Leroy             | SE        | Retraité de la Marine nationale |
| mars 2001 | déc. 2015 | Éric Aubin               | SE        | Agriculteur                     |
| Une partie des données est issue de liste établie par issue de l'ouvrage "601 communes et lieux de vie de la Manche" |           |                          |           |                                 |

Le conseil municipal était composé de onze membres dont le maire et deux adjoints.
| Période    | Période   | Identité              | Étiquette | Qualité                            |
| ---------- | --------- | --------------------- | --------- | ---------------------------------- |
| 2016       | dec. 2023 | Éric Aubin            | SE        | Agriculteur                        |
| janv. 2024 | En cours  | Jean-Michel Leprevost | SE        | Ancien maire de Hugleville-en-Caux |

## Population et société
Les habitants de la commune sont appelés les Glatignais.

### Démographie
L'évolution du nombre d'habitants est connue à travers les recensements de la population effectués dans la commune depuis 1793. À partir du 1er janvier 2009, les populations légales des communes sont publiées annuellement dans le cadre d'un recensement qui repose désormais sur une collecte d'information annuelle, concernant successivement tous les territoires communaux au cours d'une période de cinq ans. 
Pour les communes de moins de 10 000 habitants, une enquête de recensement portant sur toute la population est réalisée tous les cinq ans, les populations légales des années intermédiaires étant quant à elles estimées par interpolation ou extrapolation. Pour la commune, le premier recensement exhaustif entrant dans le cadre du nouveau dispositif a été réalisé en 2004,.
En 2021, la commune comptait 141 habitants, en évolution de −16,07 % par rapport à 2015 (Manche : +0,44 %, France hors Mayotte : +2,49 %).
Glatigny a compté jusqu'à 483 habitants en 1841.
| 1793 | 1800 | 1806 | 1821 | 1831 | 1836 | 1841 | 1846 | 1851 |
| ---- | ---- | ---- | ---- | ---- | ---- | ---- | ---- | ---- |
| 392  | 385  | 472  | 468  | 478  | 448  | 483  | 474  | 456  |

| 1856 | 1861 | 1866 | 1872 | 1876 | 1881 | 1886 | 1891 | 1896 |
| ---- | ---- | ---- | ---- | ---- | ---- | ---- | ---- | ---- |
| 422  | 390  | 410  | 407  | 370  | 346  | 319  | 306  | 292  |

| 1901 | 1906 | 1911 | 1921 | 1926 | 1931 | 1936 | 1946 | 1954 |
| ---- | ---- | ---- | ---- | ---- | ---- | ---- | ---- | ---- |
| 281  | 244  | 257  | 200  | 178  | 166  | 165  | 170  | 155  |

| 1962 | 1968 | 1975 | 1982 | 1990 | 1999 | 2004 | 2009 | 2014 |
| ---- | ---- | ---- | ---- | ---- | ---- | ---- | ---- | ---- |
| 147  | 146  | 155  | 138  | 127  | 144  | 159  | 148  | 162  |

| 2018 | - | - | - | - | - | - | - | - |
| ---- | - | - | - | - | - | - | - | - |
| 143  | - | - | - | - | - | - | - | - |

## Culture locale et patrimoine

### Lieux et monuments
- Église Saint-Pierre des XVIIe – XVIIIe siècles. L'église, très remaniée, a conservé des fragments anciens dont un arc en ogive aiguë reposant sur des chapiteaux sculptés de décors floraux, ainsi qu'un bas-relief représentant le miracle de saint Hubert[25]. Elle abrite un maître-autel du XVIIIe, un bas-relief le Miracle de Saint-Hubert du XVIe, une plaque commémorative du XVe, un tableau La Donation du Rosaire à sainte Catherine du XVIIIe, une verrière du XXe de Maurice Bordereau.
- Croix de cimetière du XVIIIe siècle.
- Manoir de Glatigny des XVIe – XVIIIe siècles. Rénové, il a été aménagé en gîtes et site de réception. Sa chapelle a servi au XVIIe siècle de prêche protestant[15].
- Stèle en hommage des libérateurs américains.
- Massif dunaire (« mielles »), intégré au site d'importance communautaire du littoral ouest du Cotentin de Saint-Germain-sur-Ay au Rozel proposé dans le cadre de Natura 2000[26].